# Дем'янчук Іван Лук'янович
Іван Лук'янович Дем'янчук (5 жовтня 1910, село Горошки, тепер у складі міста Полонне Хмельницької області — 17 березня 1996, місто Київ) — український радянський історик, журналіст, доктор історичних наук (1968), професор (1970).

## Біографія
Народився 5 жовтня (за іншими даними — 17 серпня) 1910 року в бідній селянській родині.
З 1929 до 1930 року працював учителем, з 1930 до 1931 року — завідувачем початкової школи на Поділлі. У 1931—1932 роках — директор неповної середньої школи на Житомирщині. З 1932 до 1935 року викладав історію в середній школі на Поділлі.
Член ВКП(б) з 1937 року.
У 1938 році закінчив Український комуністичний інститут журналістики в Харкові.
У 1938 році — літературний співробітник газети ЦК КП(б)У «Комуніст».
У 1939 році — помічник голови Ради народних комісарів УРСР Дем'яна Коротченка.
У 1939 — жовтні 1946 року — помічник секретаря ЦК КП(б)У Дем'яна Коротченка.
У жовтні 1946 — травні 1947 року — відповідальний редактор обласної газети «Зоря Полтавщини».
У 1947—1952 роках — завідувач промислово-транспортного відділу редакції, в 1952—1955 роках — заступник відповідального редактора журналу «Наука і життя».
У 1953 році захистив кандидатську дисертацію «Преса підпільних партійних організацій і партизанських загонів України в боротьбі проти фашистських загарбників» (1953).
У 1953—1955 роках — старший викладач (за сумісництвом) Київського державного університету імені Шевченка.
У 1955—1957 роках — в.о. завідувача, в 1957—1960 роках — доцент кафедри теорії і практики партійно-радянської преси Київського державного університету імені Шевченка.
З 1960 до 1963 року викладав журналістику в Монгольському державному університеті в місті Улан-Батор.
У 1963—1971 роках — доцент кафедри теорії і практики партійно-радянської преси Київського державного університету імені Шевченка.
У 1968 році захистив докторську дисертацію «Партизанська преса Радянського Союзу» (1968).
У 1971—1972 роках — завідувач кафедри стилістики, редагування і видавничої справи підготовчого факультету Київського державного університету імені Шевченка.
У 1972—1981 роках — завідувач кафедри гуманітарних дисциплін підготовчого факультету Київського державного університету імені Шевченка.
У 1981—1984 роках — професор підготовчого факультету Київського державного університету імені Шевченка.
У 1984—1985 роках — професор кафедри теорії і практики партійно-радянської преси Київського державного університету імені Шевченка.
Потім — персональний пенсіонер у Києві.
Помер 17 березня 1996 року в Києві.

## Наукова та викладацька діяльність
Досліджував «роль преси партійного підпілля і партизанських формувань у розгромі німецько-фашистських окупантів», а також проблеми організаційної роботи редакцій газет і журналів. Читав розділи «Система друкованої та усної пропаганди в Радянському Союзі», «Організація і планування роботи редакції газети» з курсу теорії і практики радянської преси, спецкурси «Книга і життя», «Кореспонденція». Очолював на факультеті журналістики методичну комісію, був членом методичної ради Київського державного університету.
Основні праці: «Партизанська преса України (1941—1944 рр.)» (1956); «Радянські журнали і організація їх роботи» (1958); «Зброєю слова. Преса партійного підпілля і партизанських формувань періоду Великої Вітчизняної війни» (1966); «Власний кореспондент газети» (1967); «Кореспонденція в газеті» (1972) та ін.

## Нагороди
- медаль «Партизанові Вітчизняної війни» І ст.
- медаль «За оборону Сталінграда»
- медаль «За оборону Києва»
- медаль «За перемогу над Німеччиною у Великій Вітчизняній війні 1941—1945 рр.» (1945)
- медаль «За доблесну працю у Великій Вітчизняній війні 1941—1945 рр.» (1945)
- медаль «20 років перемоги у Великій Вітчизняній війні 1941—1945 рр.»
- медаль «30 років перемоги у Великій Вітчизняній війні 1941—1945 рр.»
- медаль «50 років Монгольської Народної Республіки (МНР)»